# Хромові руди
Хромові руди, хроміти, хромітові руди — руди, що містять хром у кількостях, достатніх для його економічно вигідного видобутку.

## Загальний опис
Хром входить до складу свинцевих і мідно-свинцевих оксидів, силікатів та ін., але промислові скупчення утворюють тільки хромшпінеліди: Промислові скупчення утворюють магнохроміт (Mg, Fe)Cr2O4, алюмохроміт (Mg, Fe)(Cr, Al)2O4, хромпікотит (Mg, Fe)(Al, Cr)2O4. Вміст Cr2O3 в мінералах від 2 до 67 %. Промислову значущість хромові руди мають при вмісті в них не менше 25–30 % Cr2O3.
Розрізняють:
- Багаті хромові руди з вмістом Cr2O3 понад 45 % і пустої породи — менш як 5 %.
- Бідні хромові руди

## Родовища хромових руд

### У світі
До унікальних належать родовища хромітових руд із запасами в сотні мільйонів тонн, до великих — десятки мільйонів тонн, до дрібних — одиниці мільйонів тонн.
Металургійна промисловість використовує руди із вмістом Cr2О3 > 48 % при співвідношенні Cr2О3 / FeO > 3 і вмісті S і Р < 1 %, хімічна — Cr2О3 > 44 %, Fe2O3 < 14 %, SiO2 < 5 %; промисловість вогнетривів Cr2О3 >32 %, SiO2 6 %, СаО < 1 %. Серед промислових типів хромітових родовищ виділяються: ранньомагматичні, піздньомагматичні й розсипні (неістотні).
Ранньомагматичні родовища хромових руд представлені пластовими тілами хромітових руд в розшарованих гіпербазитових масивах. Прикладами унікальних за запасами родовищ цього типу є Бушвельдський масив в ПАР і родовища Великої Дайки в Зімбабве. Тут в межах рудних горизонтів до глибини 120 м виявлено до 25 хромітових пластів потужністю 0,2–1,8 м. Хроміти нижньої групи пластів містять 42–50 % Cr2О3. Відношення Cr2О3 / FeO в них змінюється від 1,8 до 2. Хроміти середньої й верхньої груп пластів містять 32–46 % Cr2О3 при відношенні Cr2О3 / FeO, рівному 1,5–1,75. Запаси хроміту оцінюються в 500 млн т з середнім вмістом оксиду хрому 45 %.
Пізньомагматичні родовища хромових руд поширені на Уралі, Кавказі, в Сибіру, на Чукотці, Камчатці, Сахаліні, а також в Албанії, Греції, Югославії, Туреччині, Ірані, Казахстані, Пакистані, Індії, Мадагаскарі, на Кубі, в Росії (Урал, де відомо 25 хромітових районів). Останнім часом у РФ розробляється Донська група хромітових родовищ, що знаходиться в південно-східній частині Кемпірсайського масиву на Південному Уралі, і Сарановське родовище на західному схилі Середнього Уралу. Руди масивної, вкрапленої й нодулярної текстури, складені магнохромітом, в підлеглій кількості алюмохромітом, олівіном або серпентином, що розвивається по олівіну. У рудах зустрічаються хромдіопсид, хромактиноліт, хлорити, рутил, уваровіт, тремоліт, тальк і сульфіди.
Розсипні родовища хромових руд є в Казахстані, на Кубі, Філіппінах, в Новій Каледонії.

### В Україні
В Україні хромітове зруденіння виявлене в масивах гіпербазитів на Середньому Побужжі. Хромові руди встановлено в 11 невеликих масивах дуніт-гарцбургітової формації. Руди вкраплені, трапляються лінзи. Рудні поклади представлені крудоспадними тілами середньою потужністю 2–4 м. Вміст триоксиду хрому 29 % Присутні золото, нікель, кобальт, платиноїди. Запаси родовищ невеликі.

## Перероблення хромових руд
Див. також технологія збагачення хромових руд
Багаті хромові руди з вмістом Cr2O3 понад 45 % і пустої породи — менше ніж 5 % тільки дроблять і сортують на три класи 50–300; 10–50 і 0–10 мм.
Бідні хромові руди збагачують за типовою схемою: дроблять до 100 мм і гуркотінням розділяють на класи 10–100; 3–10 і 0–3 мм, відмивають шлами, крупні класи збагачують у важких суспензіях, дрібні класи — відсадкою. Промпродукти подрібнюють до крупності 0,5 мм і збагачують гвинтовою сепарацією. Шлами збагачують на концентраційних столах.

## Хромова товарна продукція
Хромова товарна продукція випускається грудкуватою з вмістом Cr2O3 32 — 38 % або у вигляді концентратів з вмістом Cr2O3 47 — 51 %.
Основні споживачі хрому: металургійна промисловість, виробництво ферохрому і вогнетривів, хімічна промисловість (виробництво хромпіків).